# Museo Oceanográfico de Mónaco

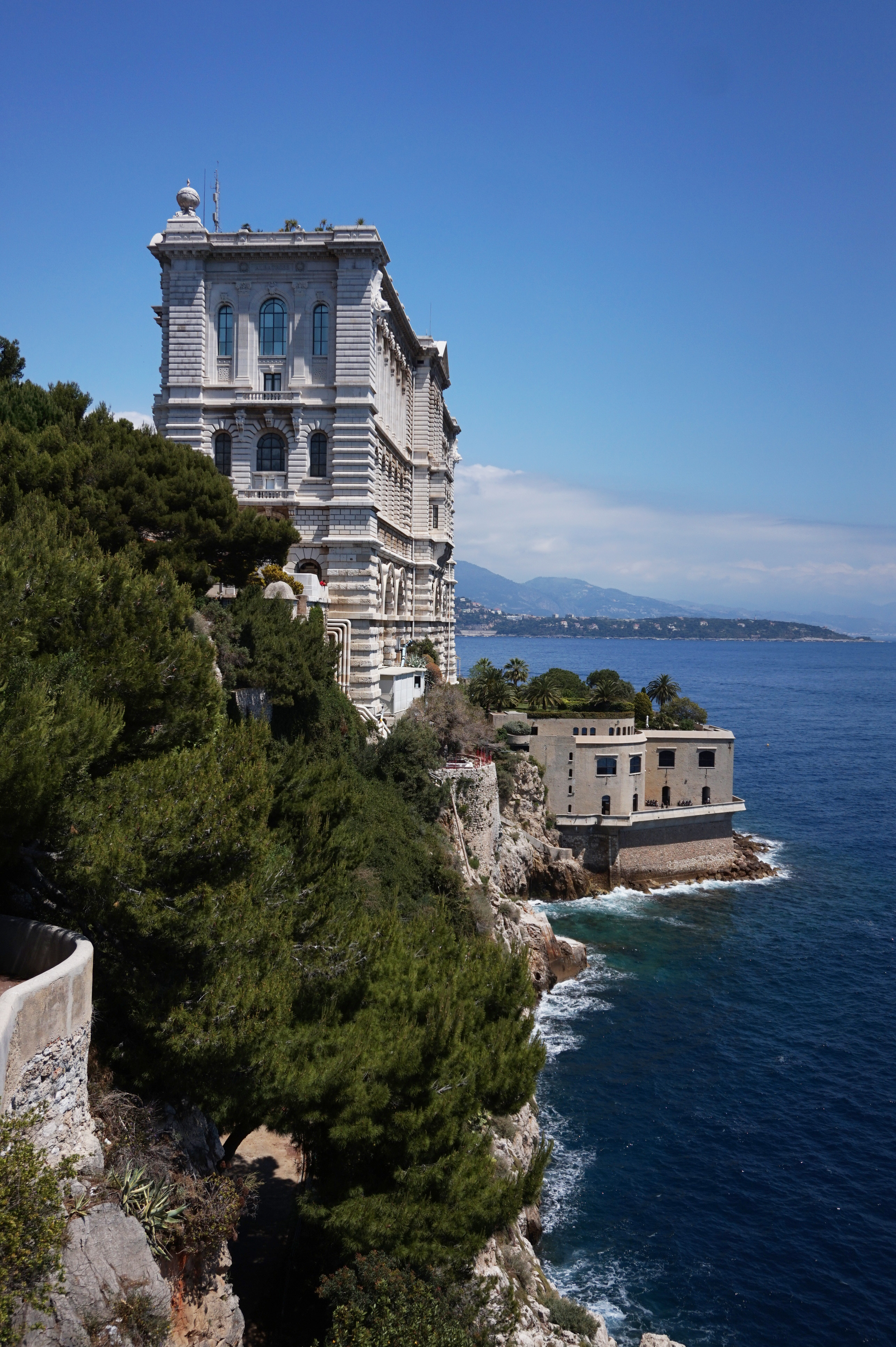
El edificio asciende desde el acantilado

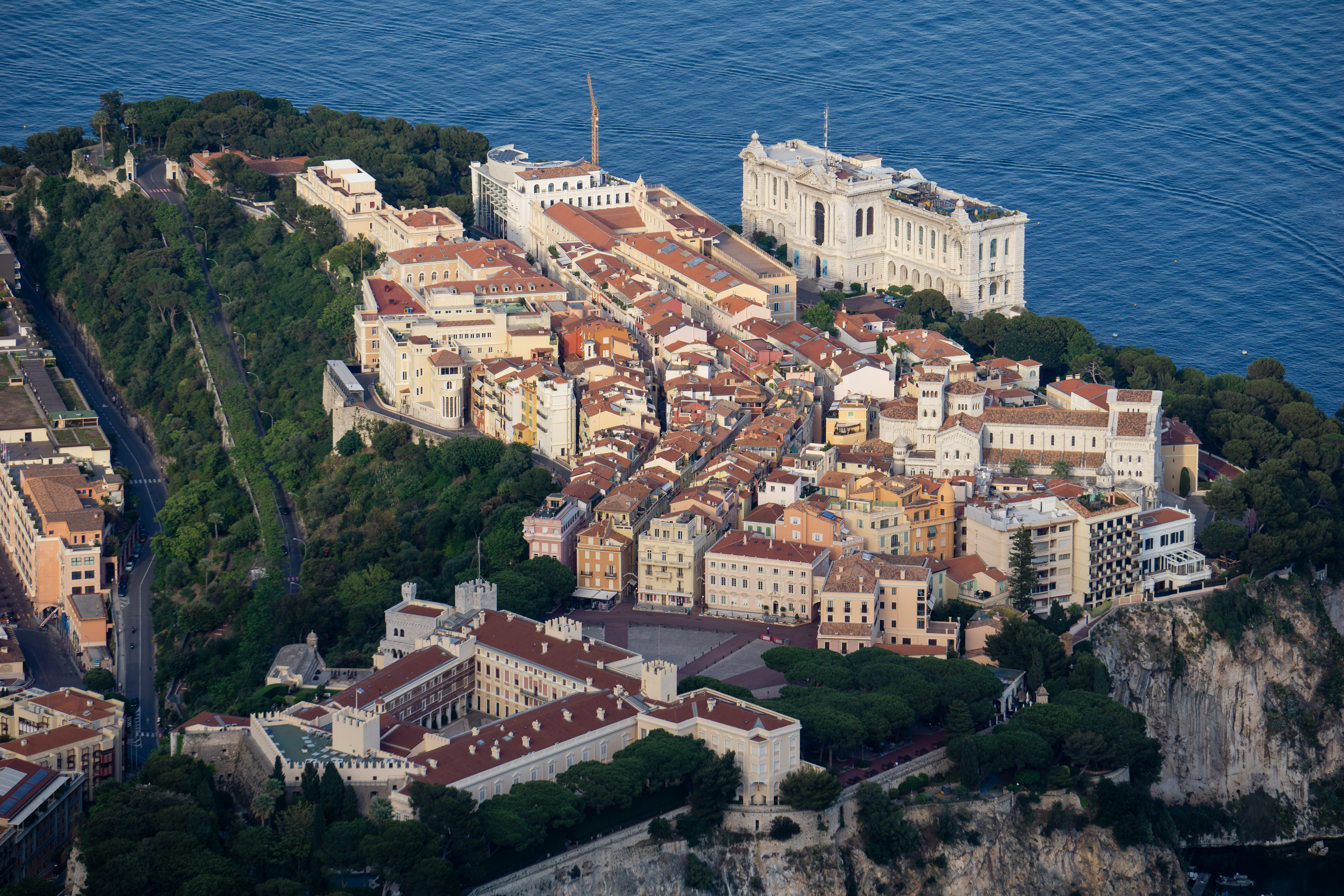
Vista aérea

El Museo Oceanográfico de Mónaco es un museo de ciencias marinas situado en Monaco-Ville, Mónaco.

## Historia
El Museo Oceanográfico fue inaugurado en 1910 por el príncipe reformista de Mónaco, Alberto I. Este monumento arquitectónico tiene una fachada impresionante e imponente encima del mar en el escarpado acantilado a una altura de 85 metros. Se tardó 11 años en construirlo, usando 100,000 toneladas de piedra procedente de La Turbie.

## Acerca del Museo
El museo tiene una notable colección de especies de la fauna marina como estrellas de mar, caballos de mar, tortugas, medusas, langostas, rayas, tiburones, erizos de mar, pepinos de mar, anguilas, sepias etc. tanto vivos como en esqueleto. Las bodegas del museo también incluyen una gran variedad de objetos relacionados con el mar, incluyendo modelos de barcos, esqueletos de animales marinos, herramientas, armas, etc.
Un acuario se ubica en el sótano del museo con un conjunto espectacular de flora y fauna. 4000 especies de pez y sobre 200 familias de invertebrados pueden ser vistos. Se caracteriza además una recreación de los ecosistemas marinos mediterráneo y tropical.
Jacques Cousteau fue director durante muchos años, empezando en 1957.

## Fotos

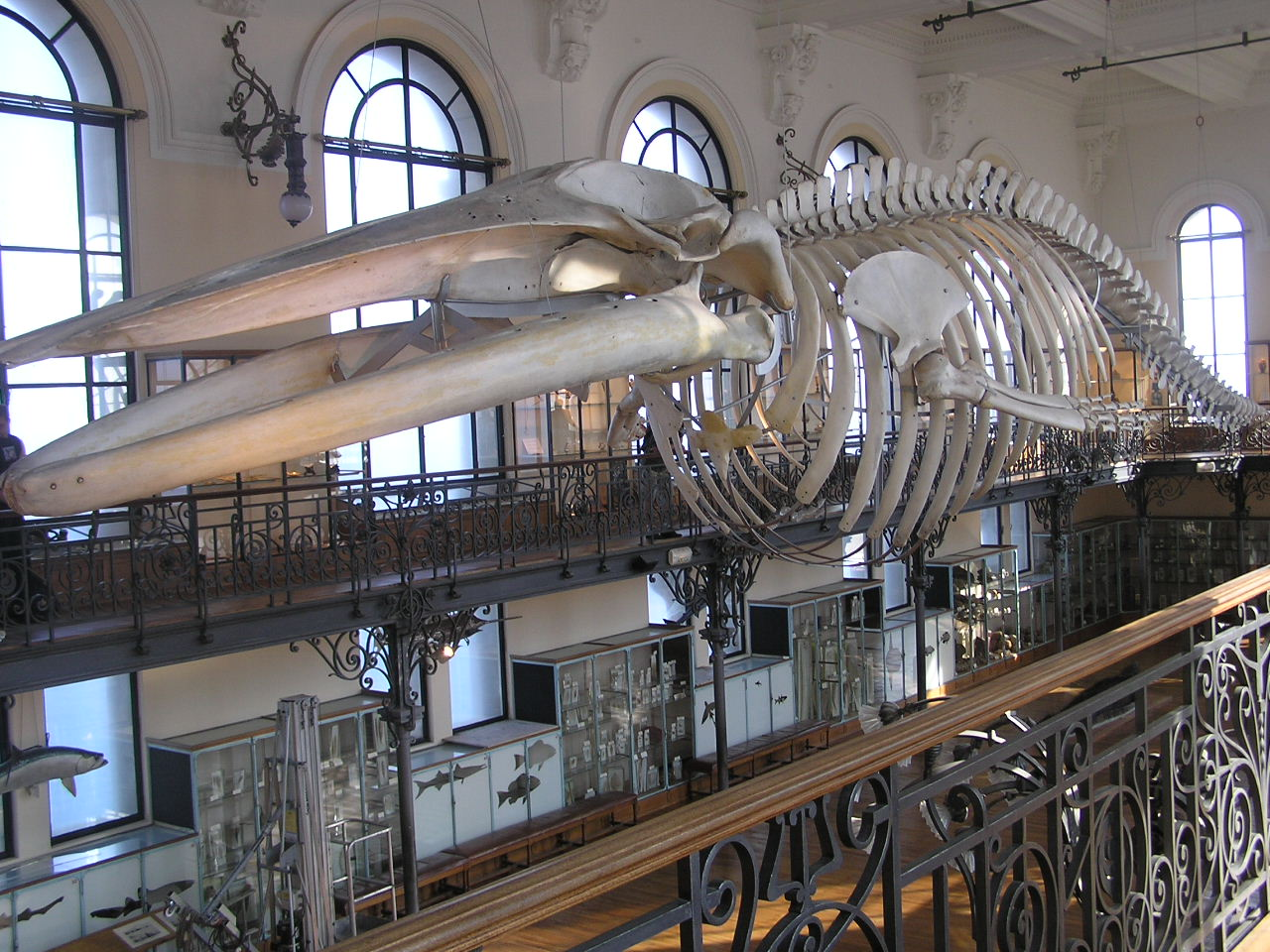
Este esqueleto de ballena está entre otros muchos en la colección de Alberto I
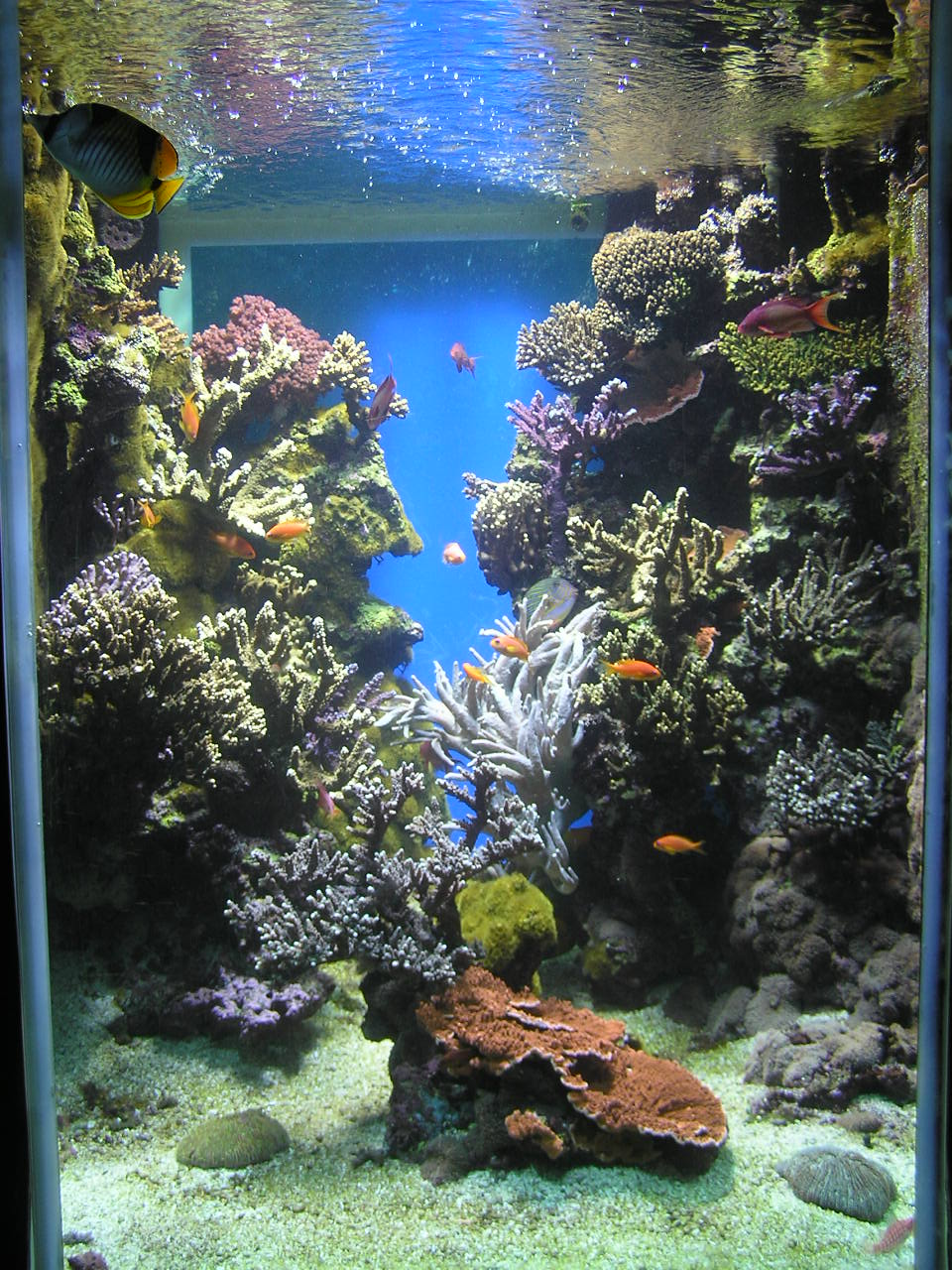
Un acuario
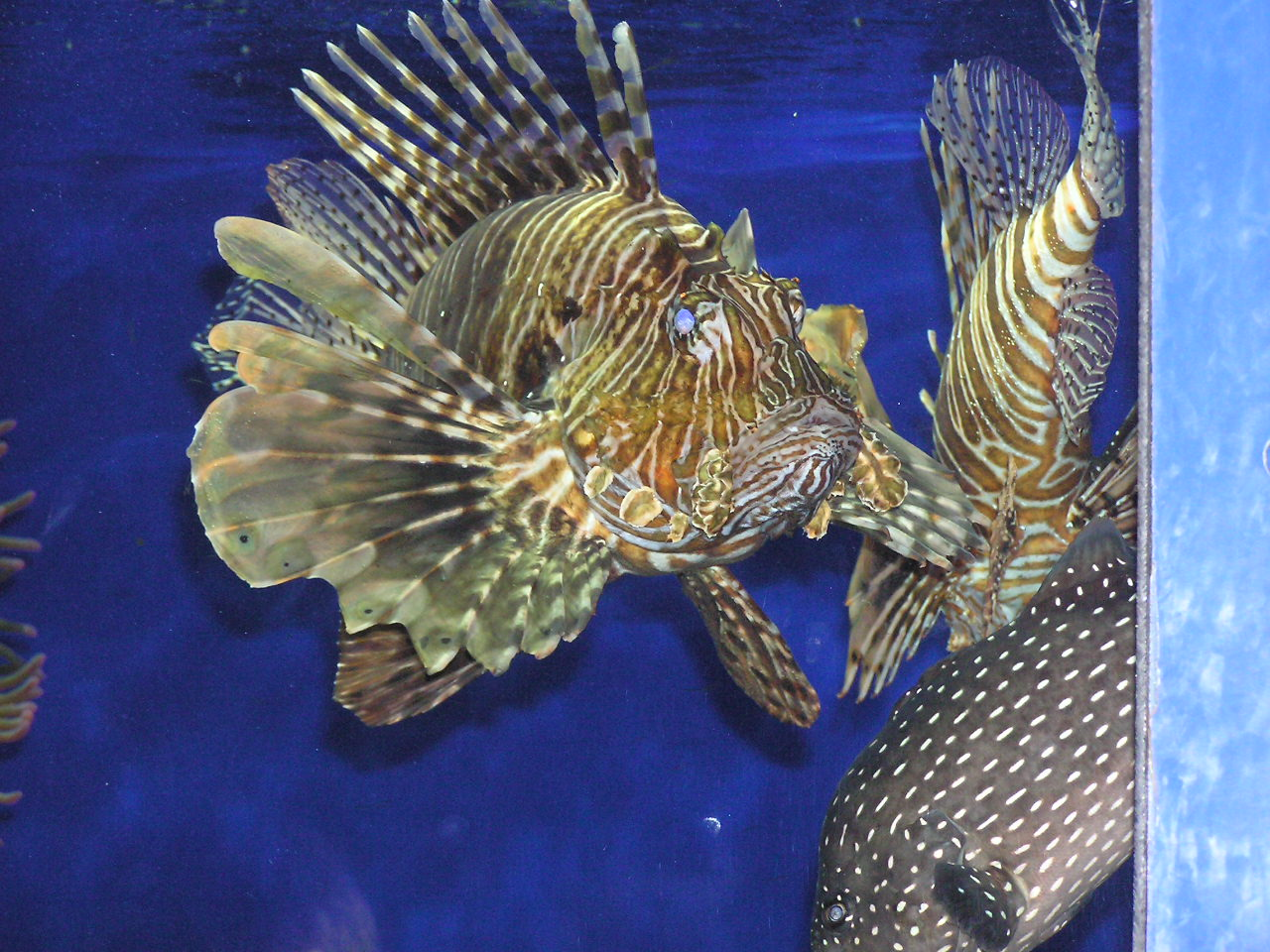
Un pez león
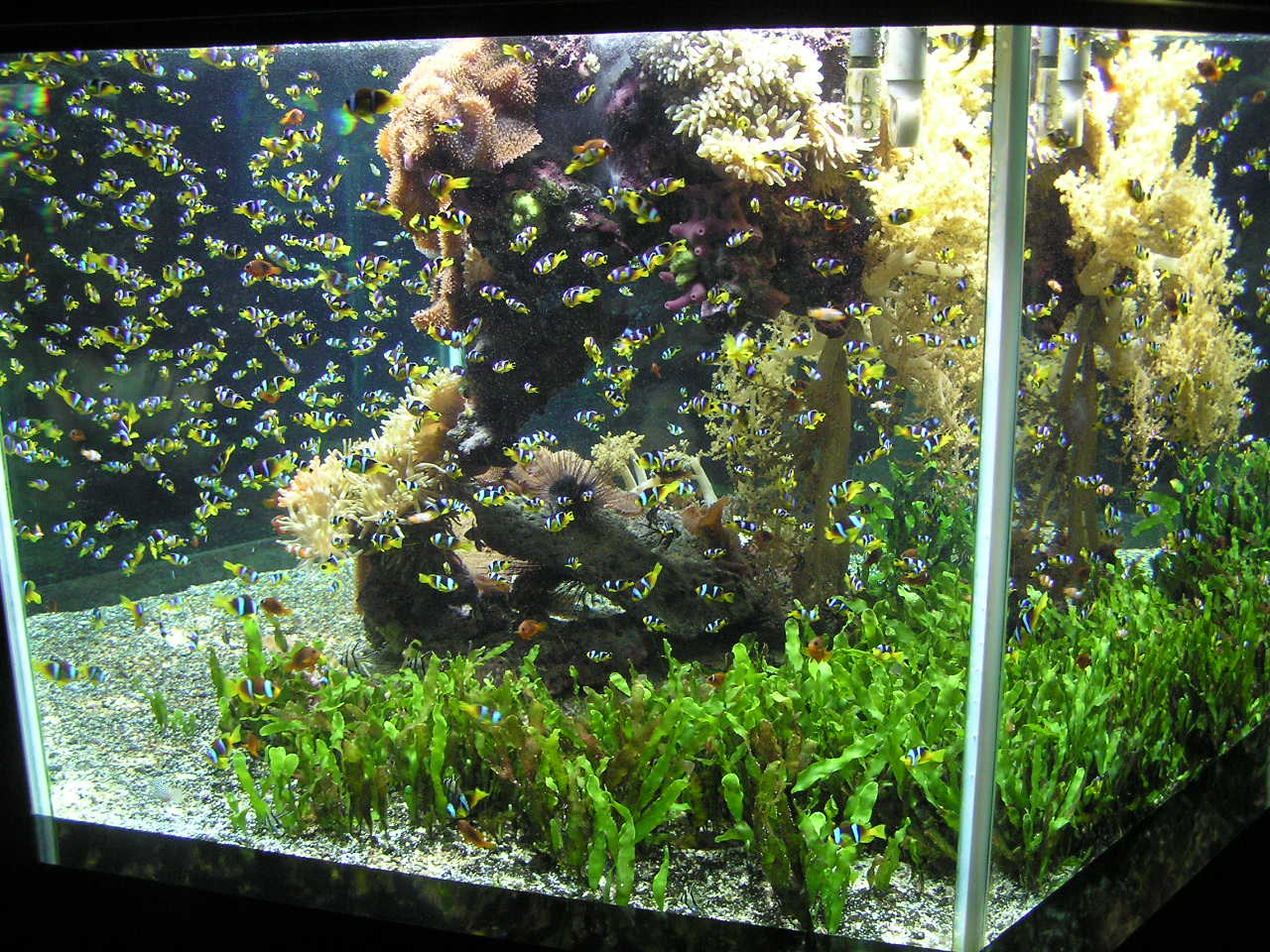
Un banco de peces payaso